# Das Kleine Museum
Das Kleine Museum in Hagnau am Bodensee ist ein privates Einraummuseum. Es zeigt Puppen, Puppenstuben, Küchen, Kaufläden und anderes Spielzeug aus der Zeit von 1830 bis 1960. Es wurden auch Sonderausstellungen in anderen Museen organisiert.

## Museumsgeschichte
Am Anfang stand ein großer Spielzeugherd um 1900, der gar nicht gesucht, aber gefunden wurde. Gesucht und nicht gefunden wurde ein kleiner um 1950 für das Töchterchen. Diesem Zufall verdankt sich das Kleine Museum: die Spielzeugsammlung von Gerda Rößler-Kaleske und Erich Rößler (1939–2008), die damit 1975 ihren Anfang nahm. Die Sammlung wuchs quantitativ und qualitativ so an, dass 1986 das Kleine Museum im Souterrain des Privathauses öffentlich zugänglich eingerichtet wurde. Über die Jahre kontinuierlich ergänzt und nach hohen Qualitätsstandards ausgebaut, wurde sie systematisch konzentriert, überwiegend auf Puppen, Puppenstuben, Läden aller Art, inklusive des reichhaltigen, historisch stimmigen Zubehörs, das bis in winzigste Details ausdifferenziert ist (vom Handschuhspanner, Knopfstiefelanzieher, Minifotoalbum mit echten Fotografien, einer Diaphanie mit Ständer, Richard-Wagner-Büste bis zum spielbaren Miniklavier). Es konnte über 15 Jahre dauern, bis etwa eine Puppenküche mit Vorratskammer um 1880 so mit allem denkbaren Inventar komplettiert war, dass alles zeitlich-stilistisch passte. Die Authentizität der Objekte zu erhalten und zu zeigen, ist Verpflichtung, restauriert wird nur so viel wie nötig und so wenig wie möglich. „Mich interessiert der Bezug zu den realen Lebensräumen der verschiedenen Epochen, das Spiegelbild en miniature der jeweiligen Wohnkultur und der Mode. Sammeln ist Arbeit, Pflege, Wissen, kurz, es ist Kulturarbeit.“ Ihre zusätzliche Besonderheit beziehen die Exponate aus der intimen Präsentation und individuellen Vermittlung. Der begrenzte Präsentationsraum wird mit jährlichen Wechselausstellungen immer wieder neu und anders bespielt, konzentriert in einem einzigen Raum und auf drei Präsentationsebenen vom Fußboden bis zur Decke. Sonderausstellungen im In- und Ausland sowie umfangreiche Leihgaben (z. B. ins benachbarte Stadtmuseum Überlingen) haben den lokalen Radius des Kleinen Museums erweitert wie auch zahlreiche Berichte in verschiedenen Medien. 2007 wurde der „Verein der Freunde und Förderer des Kleinen Museums Hagnau – Spielzeug aus zwei Jahrhunderten e. V.“ gegründet. Auch international wird das Museum hoch geschätzt, was etwa die Besuche der Museumsleiterin vom Nationalmuseum in Monte Carlo, Anett Bordeau, und des Direktors des Pariser Puppenmuseums, Samy Odin zeigen. „Nach so vielen Besuchen in Museen in der Schweiz, in Tschechien, Österreich, Frankreich und Deutschland sind wir zu der Ansicht gekommen, dass dieses Museum das Beste für Puppenstuben und Küchen ist.“ (Dean Murray 2003, nach dessen Tod seine Frau Lynn die jährlichen Puppentouren (LTC Dolltours) mit Experten durch Europa veranstaltet). Weitere prominente Besuche waren: Prof. Yuri Makino, Saitana Prefectural University Japan (2017), Sunay Akin, der Schriftsteller, Schauspieler und Spielzeugsammler aus der Türkei (2022) und  Christine Spiller, Leiterin des Deutschen Spielzeugmuseums in Sonneberg (2023).

## Ausstellung
Die „Spielzeugsammlung gleicht einem historischen Bilderbuch“ (Anita Chmielewski-Hagius, Leiterin des Kreismuseums Prinzesshoff in Itzehoe), ist aber kein „Kinderkram“, sondern ein "dreidimensionaler Bilderbogen über alle Bereiche des Lebens hinweg, ein Spiegelbild en miniature der Welt der Erwachsenen", an die (groß-)bürgerliche Kinder und Jugendliche spielend herangeführt wurden (Gerda Rößler-Kaleske). An die hundert Puppenstuben zählen zum Fundus, breit über die Epochen seit 1830 gestreut: vom Biedermeier (das älteste Exponat: eine Wohnstube), Historismus, Jugendstil und Art déco bis zu den 50er-Jahren – eine oder gleich mehrere, allesamt verschwenderisch authentisch eingerichtet (z. T. komplett mit filigranem Mobiliar aus (Elfen-)Bein oder Zinn). Dazu zählen Puppenhäuser, Puppenstuben, Puppenküchen (mit Speisekammer und Gänsestall, in dem das Federvieh gemästet wurde), Kaufläden (Kolonialwaren, Metzgerei und Wildladen, Gemischtwarenladen, Modewaren, Hut-, Spielzeug-, Drogerie und Spezereiladen, Antiquitäten- und Raritätenladen, Konditorei, Marktstände, eine Töpferei u. a.), eine Faltpuppenstube für die Reise, Bäder und Bade-Zimmer, ein Holz-Wohnmobil (um 1920), Pavillons, Lauben, herrschaftliche Reit- und Pferdeställe, weltliche und geistliche Schulen (eine spanische Nonnenschule und Nonnenzelle als Beispiele religiösen Spielzeugs, zu denen auch eine Stroharche und ein Kinderaltar mit sämtlichem Messinventar zählen), ein Karussell und ein Humpty-Dumpty-Circus aus den 20er Jahren sowie ein Musik-Automat mit sechs Puppen und einem Hund (Firma Zinner) sowie Puppenstuben aus den 50er Jahren.
Zu sehen sind Erzeugnisse bedeutender Puppenstubenmanufakturen (worunter auch Küchen und Läden fallen): die Firma Carl Brandt jun. in Gössnitz (Möbel); Moritz Gottschalk Marienberg/Erzgebirge, Puppenstuben, -häuser und Möbel; B. Harras, Böhlen in Thüringen Puppenstuben und Möbel; Christian Hacker, Nürnberg, Puppenstuben und -häuser; J. D. Kestner, Waltershausen Thüringen, Puppen und Puppenstubenmöbel; Rock und Graner, Biberach, Puppenstuben und Möbel; Albin Schönherr Niederlauterstein/Erzgebirge, Puppenhäuser und -stuben und Konrad Scheibach, Nürnberg.

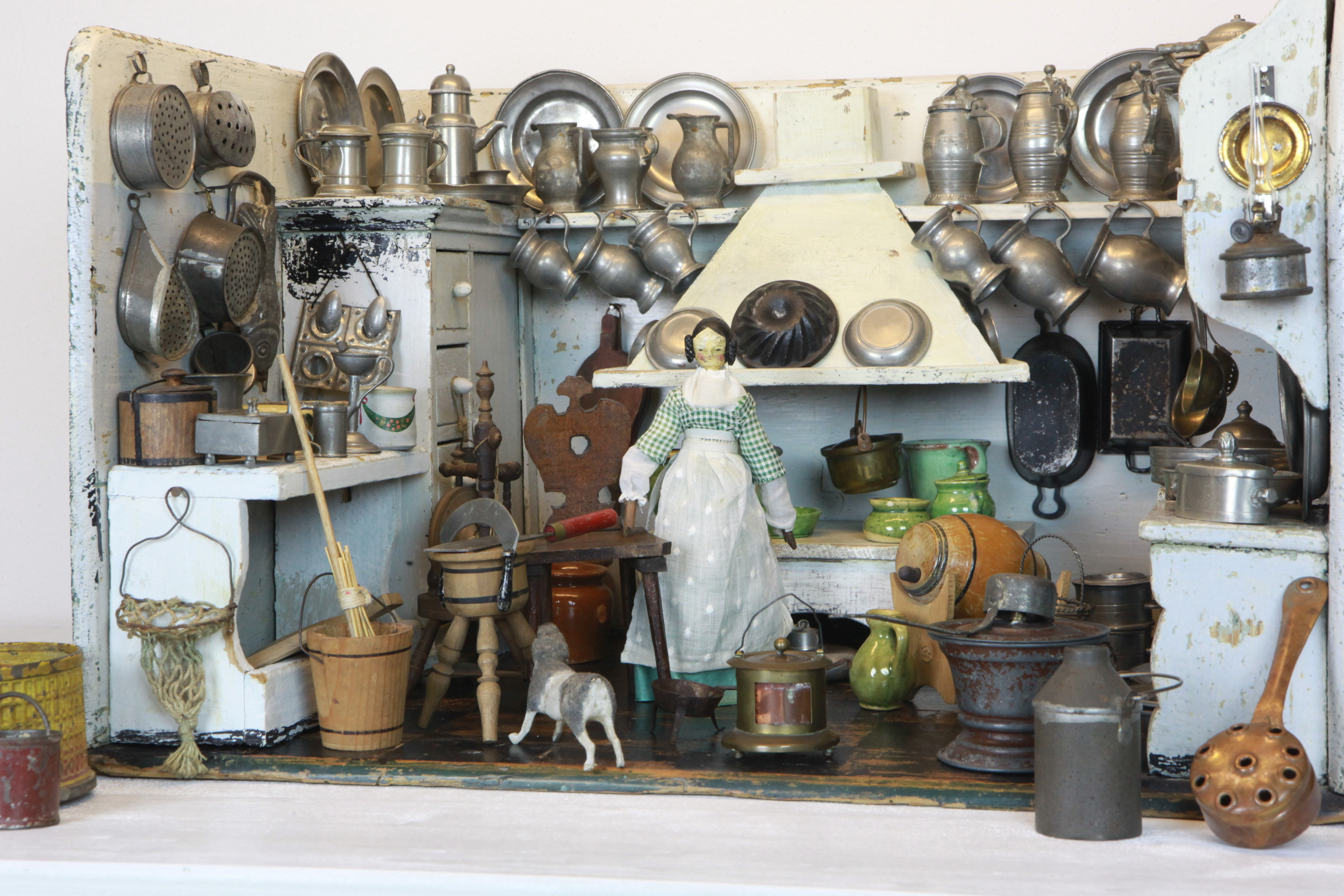
Küche Zinn, 1. Hälfte 19. Jh.
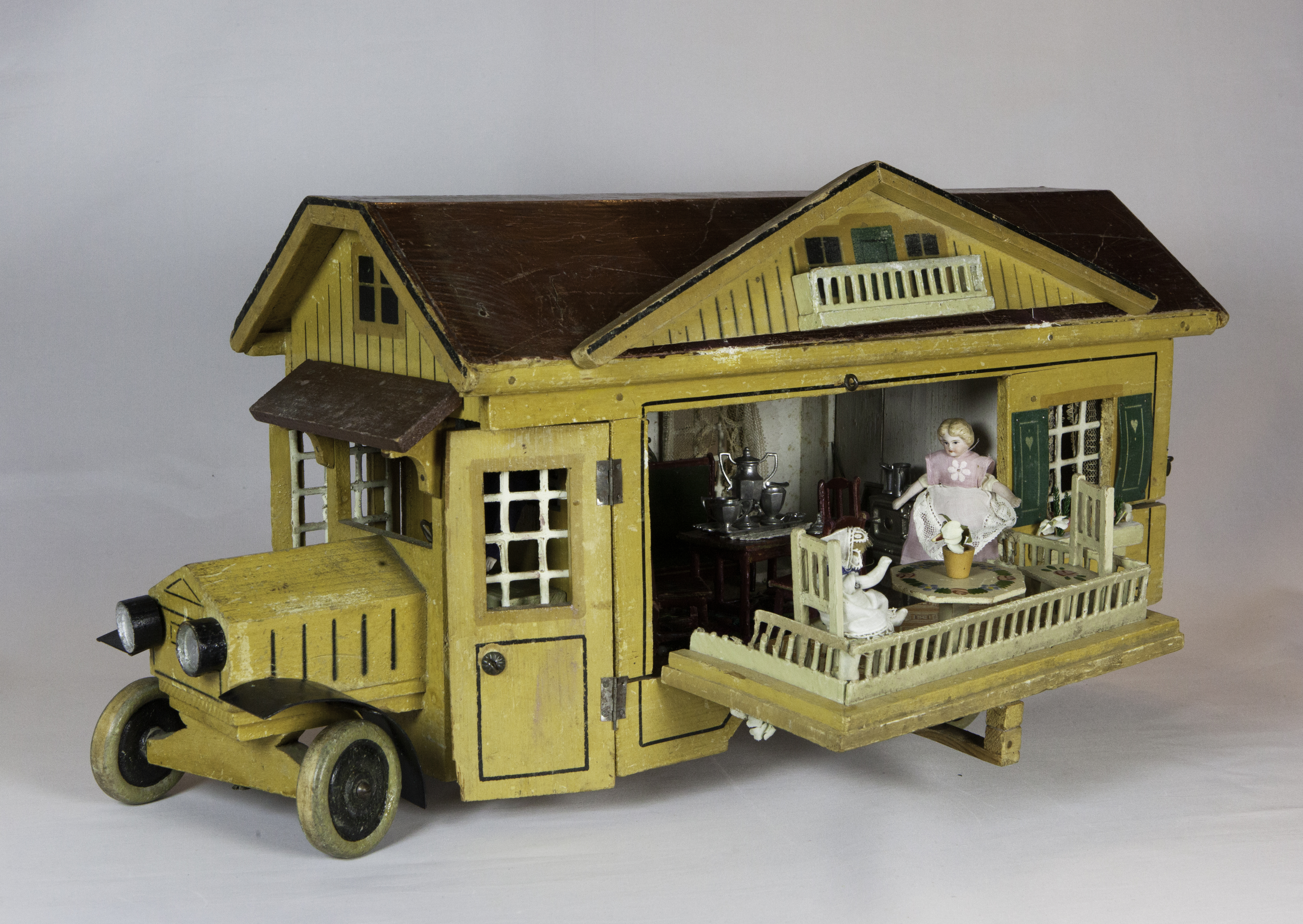
Wohnmobil geöffnet, Gottschalk, um 1920
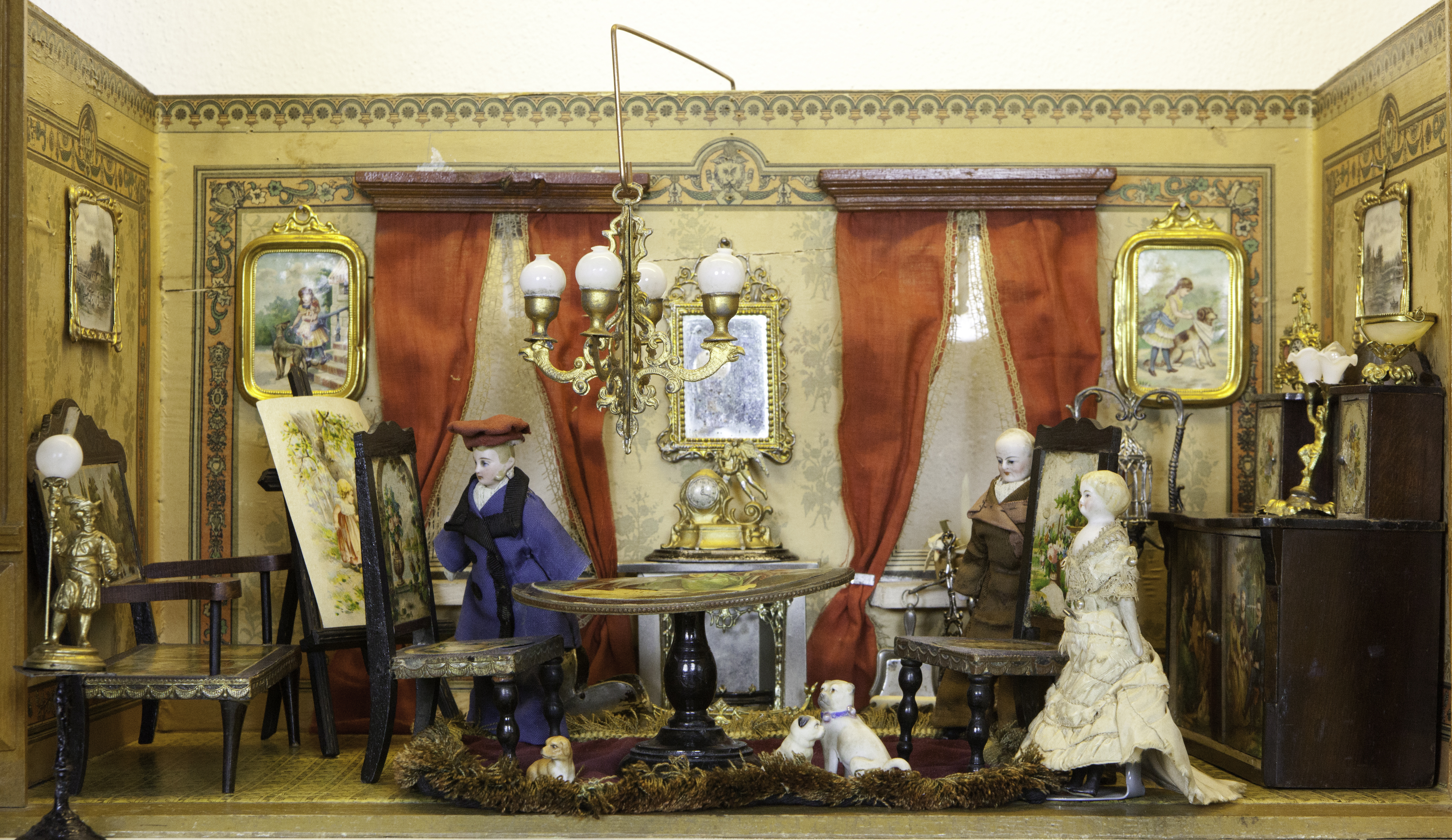
Puppenstube, Gottschalk, 1880 (Möbel Delling & Sohn, Eppendorf)
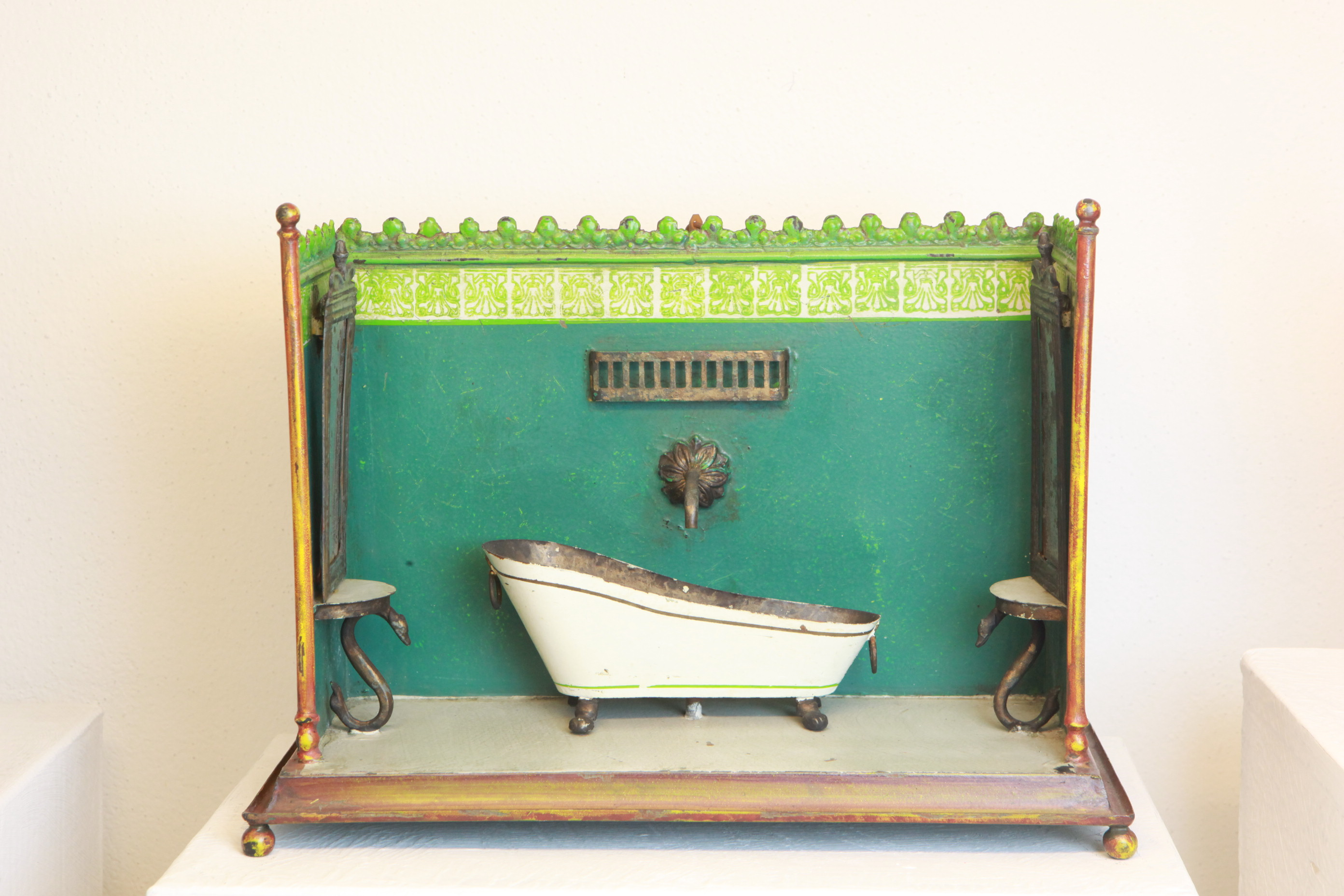
Bad, R&G, 1900
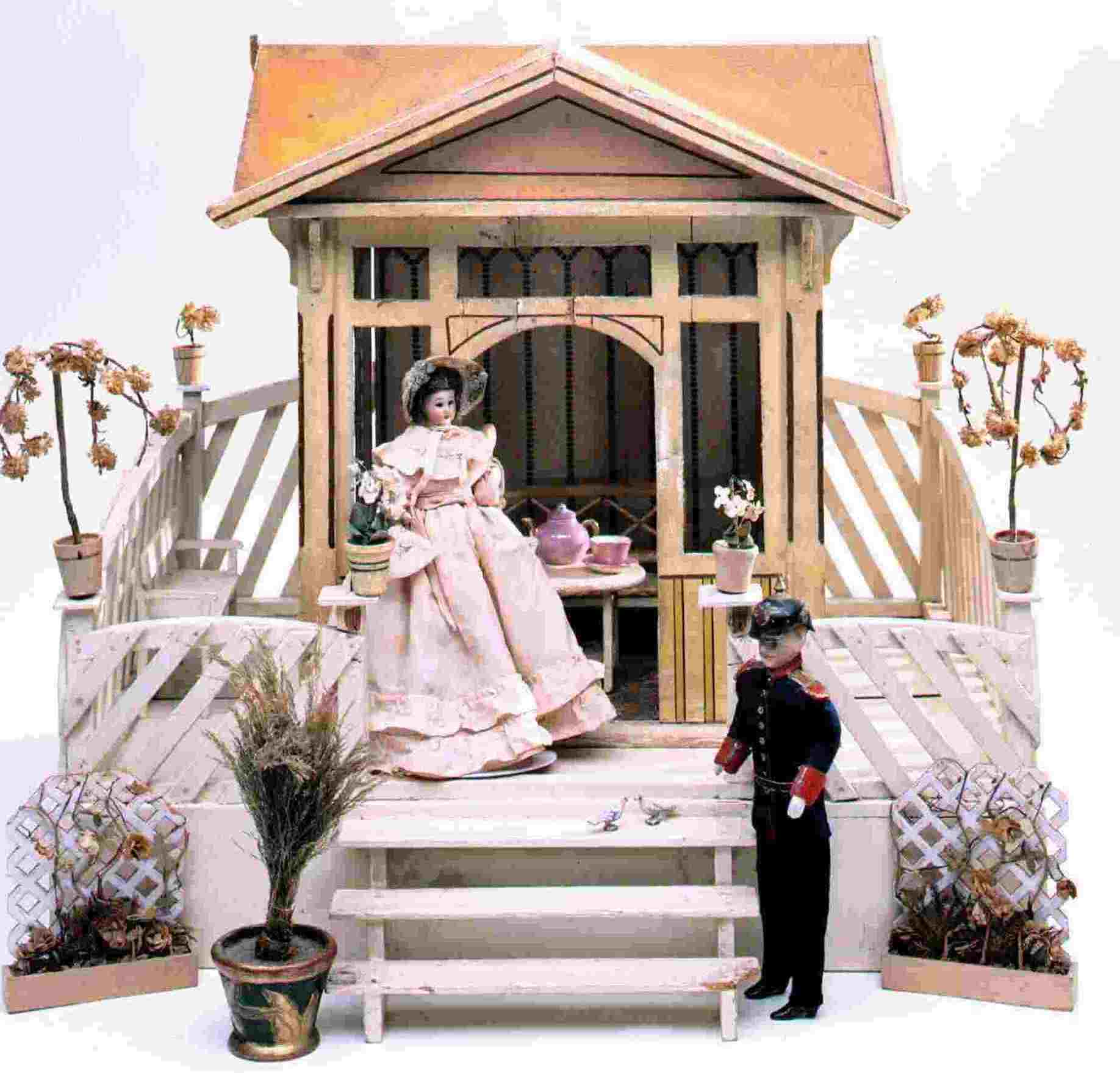
Laube, Gottschalk, um 1900
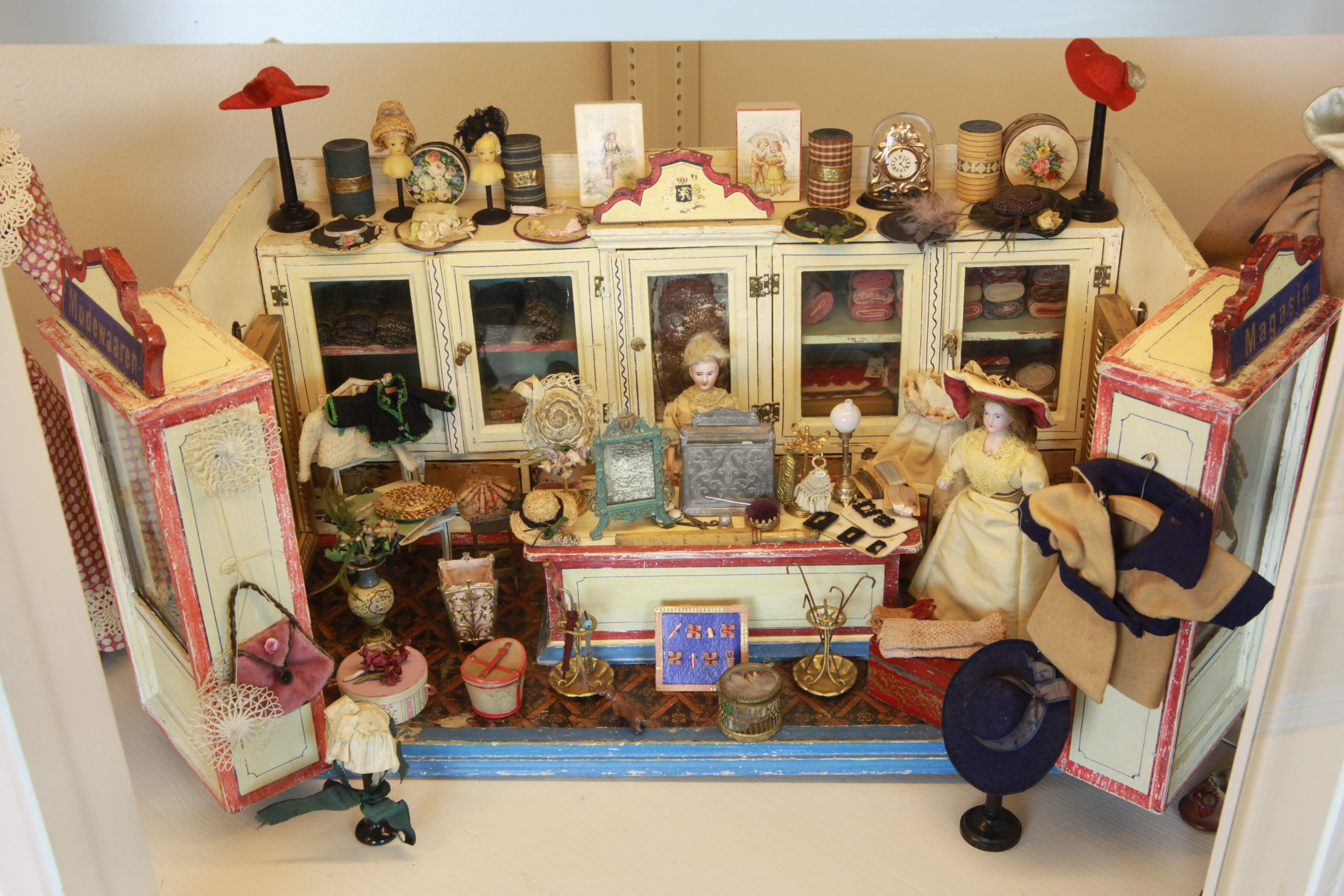
Hutladen, Hacker, 1880/90

Der Schwerpunkt der Puppensammlung liegt bei den frühen Puppen, welchen aus Holz (z. B. Grödener Puppen in Originalkleidung von 1830) und Papiermaschee (z. B. eine 92 cm große, in Originalkleidung bis auf die Schuhe von der Firma Voith in Thüringen), und eine Papiermascheepuppe von 1830 in einem Empirekleid mit einer Frisur, Apollo Knot genannt. Herausragend eine Puppe aus Papiermaschee, die das Gewand der Fanny Elßler trägt, das sie in Casimir Gides Ballett in Le Diable boiteux (Der hinkende Teufel, 1836) (Choreografie Jean Coralli) als Florinda trägt und darin die berühmte Cachucha tanzt (das originale Gewand befindet sich im Theatermuseum Palais Lobkowitz in Wien). Bei den frühen Puppen gibt es generell wenig Hinweise auf die Manufaktur.
Sammlung und Ausstellung werden zu einer „Schatzkammer für jeden Volkskundler“ (Manfred Bachmann, ehemaliger Leiter der Staatlichen Kunstsammlung Dresden), in der sich (groß-)bürgerliche Kulturgeschichte der Vergangenheit in der Inszenierung einer heilen Welt anschaulich und akribisch bis ins kleinste Detail studieren lässt.
Eine weitere Besonderheit der Ausstellung: Jedes der privat gesammelten Objekte bleibt nicht anonym, sondern hat seine besondere Geschichte, welche die Sammlerin erzählen kann:
„Bei den Museumsbesuchern habe ich festgestellt, wie gern sie die Geschichten zu den einzeln Exponaten hören. Deswegen habe ich die Geschichten aufgeschrieben. Das Buch erhebt nicht den Anspruch eines Fachbuches,“ (10), sondern versteht sich als Dokumentation der Sammlung mit 202 großformatigen farbigen Abbildungen: Gerda-Marie Rößler: Geschichten, die das Sammeln schrieb. Das Kleine Museum in Hagnau. Entstehung einer historischen Spielzeugsammlung. Hagnau 2018, 144 S. Ergänzungsbroschüre zum Bildband 2020, 40 S.

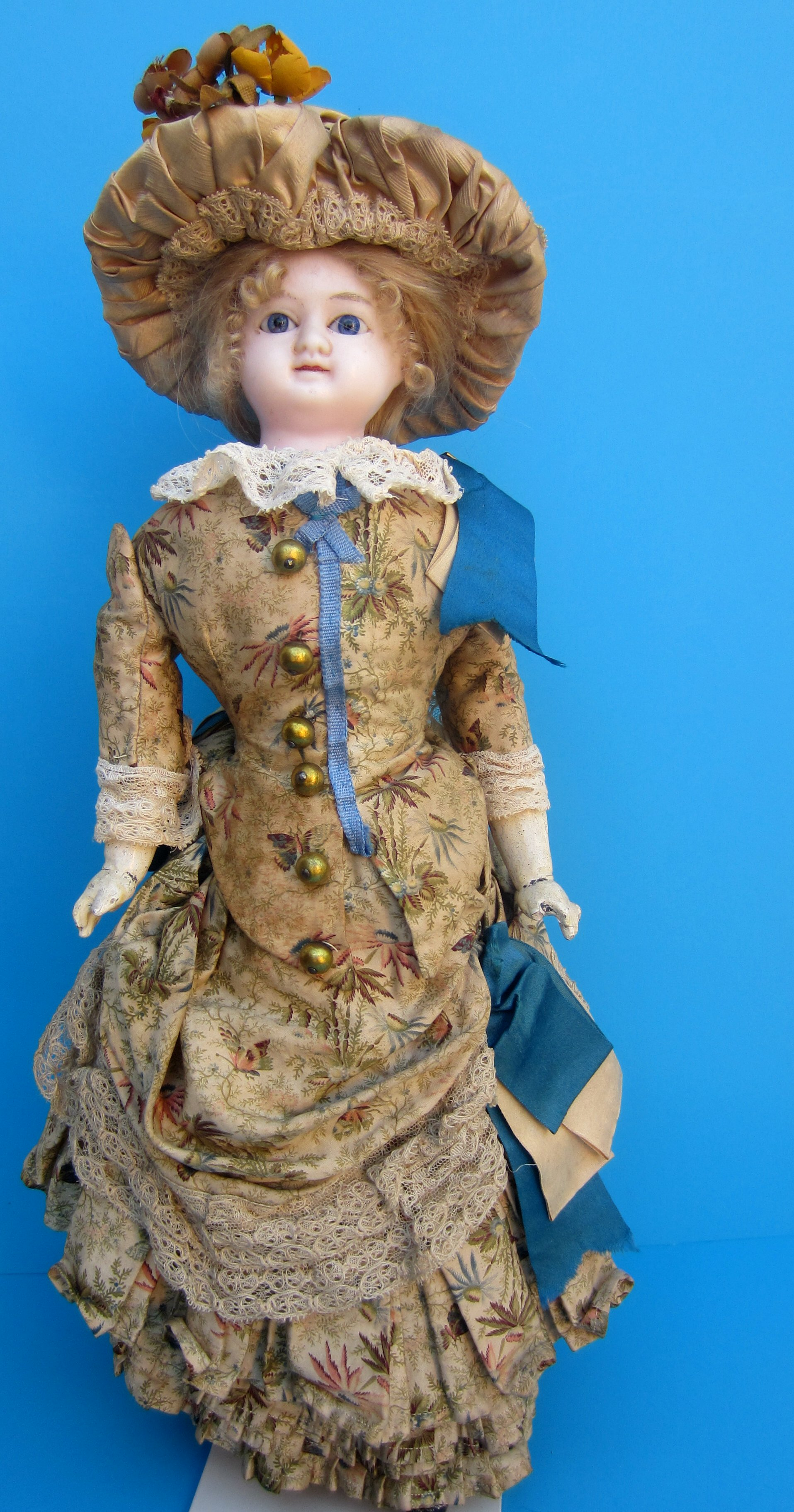
Wachspuppe, engl., 1880
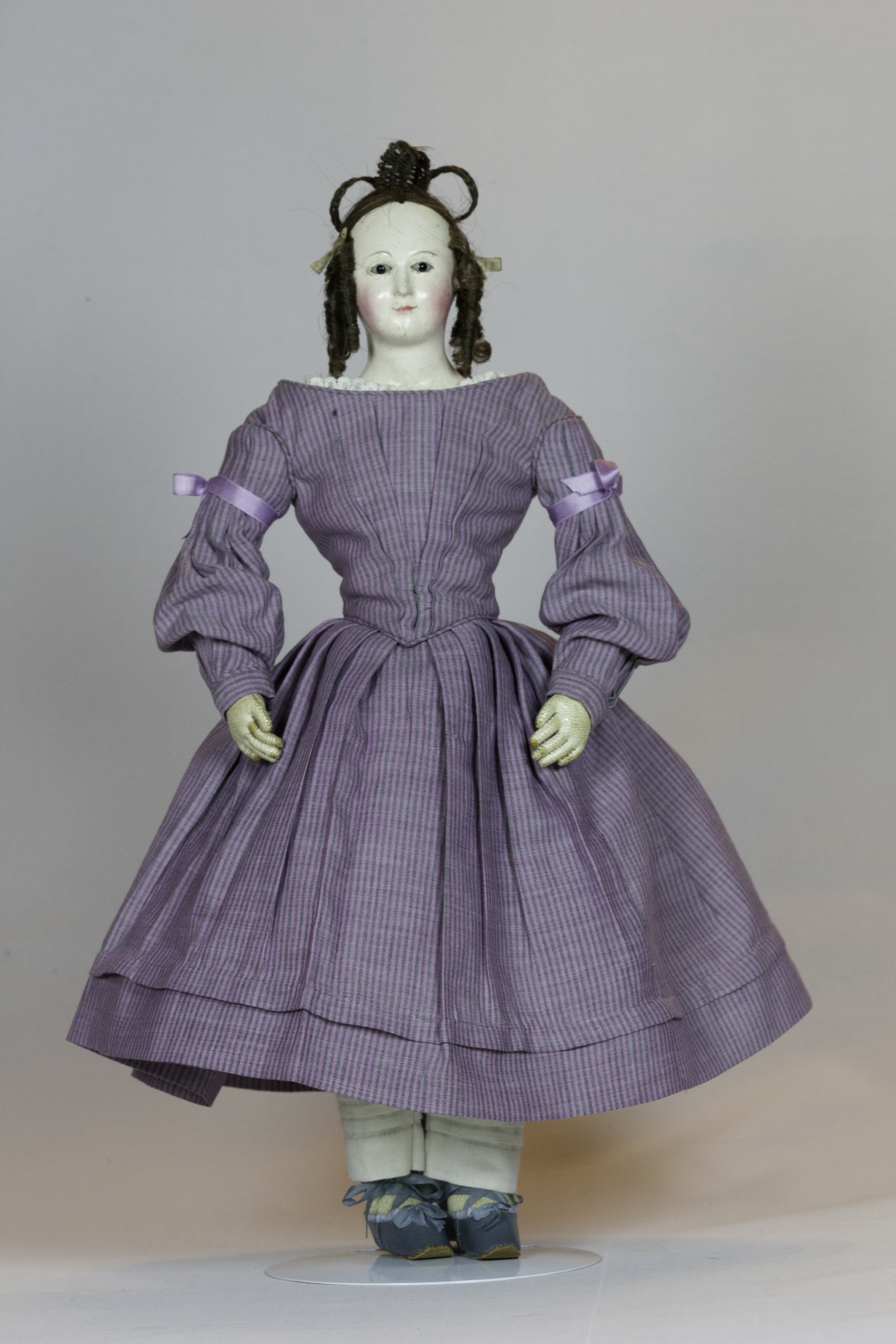
Biedermeierpuppe Voith, 1835
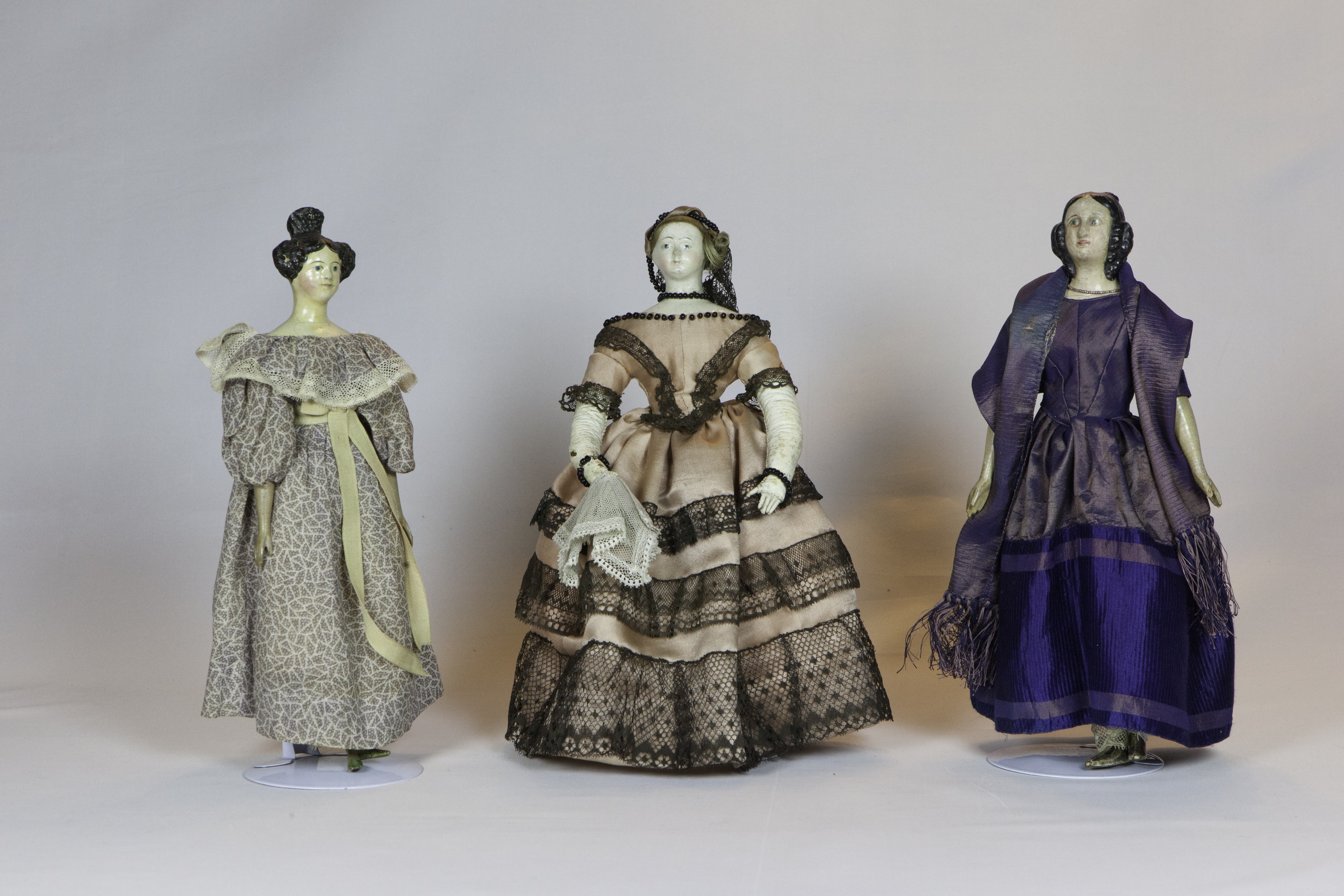
Biedermeierpuppen, Fanny Elßler (Mitte), 1835/40
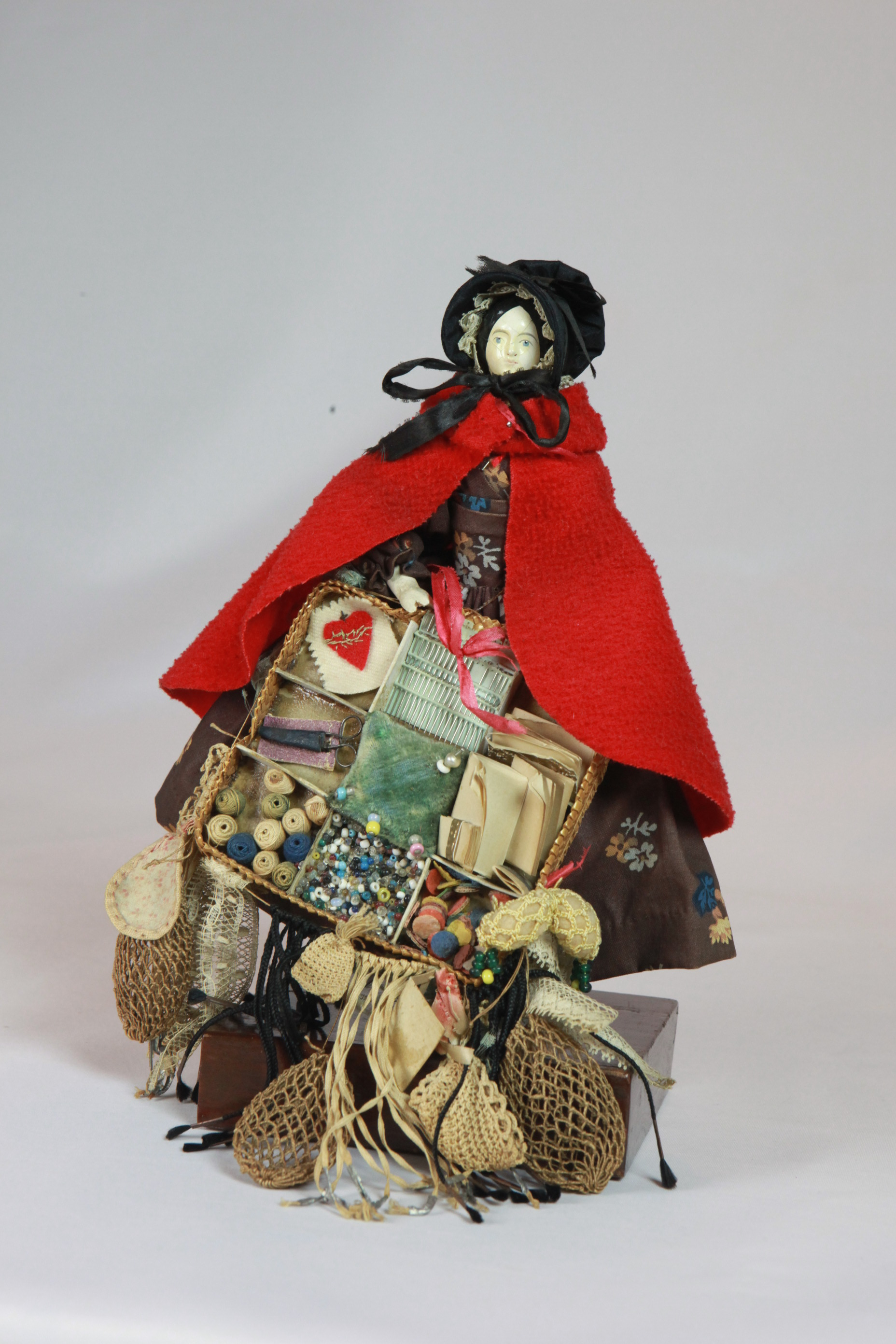
Pedlar Doll, 1860

### Daten der externen Ausstellungen (Auswahl)
- 1992/93 Landesmuseum Schloß Bruchsal: Vom Marktstand zum Supermarkt
- 1993/94 Stadtmuseum Dresden: Der Kaufladen von einst
- 1994/95 Stadtmuseum Hagen: Klein und Fein
- 1995/96 Stadtmuseum Dresden: Oh, es riecht gut...
- 1996 Herbstmesse Ulm, im Glaspavillon der Messe: Historische Puppenstuben
- 1997/98 Bürserberg (Österreich) Weihnachtsausstellung: Kindheitserinnerungen
- 2002/003 Kreismuseum Prinzesshof in Itzehoe: Große Welt im Kleinen
- 2008 Heimatmuseum Falkensee bei Berlin: Klein und fein
- 2010/11 Schloßmuseum Meßkirch: Kleine Welt
- 2019/20 Humpis Quartier Ravensburg

### Sonderausstellungen im Kleinen Museum
- 2006 Heim und Herd –  lieb und wert. Puppenküchen, Kaufläden, Schulen
- 2007 Mode und Wohnkultur en miniature. Puppen und Puppenstuben und -häuser
- 2008 Spielwelten. Blech- und Holzspielzeug, Theater, Zirkus, Baukästen, Spiele, Puppen
- 2010 Kostbarkeiten aus der Schatzkammer des Kleinen Museums: Puppen, Puppenstuben, Küchen, Läden und andere Spielsachen von 1830–1920
- 2012 Klein und fein ganz groß
- 2013 Spielzeugwunderwelten 1830–1920
- 2014 Puppen, ihre Häuser, Stuben, Küchen und Kaufläden sowie weitere schöne Spielsachen von 1830–1920

### Buch
Gerda-Marie Rößler: Geschichten, die das Sammeln schrieb. Das Kleine Museum in Hagnau. Entstehung einer historischen Spielzeugsammlung. Hagnau 2018, 144 S. 202 farbige Abbildungen; Ergänzungsbroschüre zum Bildband 2020, 40 S.

### Presse
Ursula Gauder-Bonnet: Das Kleine Museum, Puppen und Spielzeug, Ein Magazin für Sammler, Mai 1988
Gerda und Erich Rößler: Im Reich der Puppen, Sammler Journal, März 1991
Torsten Haeffner: Jedes Stück ein Unikat, Bilanz – Das Schweizer Magazin für Politik und Wirtschaft, November 1992
Juddy Bebber: Das Kleine Museum, Doll Advertiser England, 2001/02
Dr. Anita Chmielewski-Hagius: Große Welt im Kleinen, Schleswig-Holstein Journal, November 2002
Margot Hupkes: Klein maar fijn, Antiek & Verzamel Krant, Juli/August 2006
Lynn Murray: Little known museums of the world, Antique doll collector, may 2007
o. V.: Trautes Heim en miniature, Falkenseer Stadtjournal, Juli 2008 (anlässlich der Ausstellung)
Simone Dürmuth: Puppenweihnacht, Schwäbische Zeitung, 24.12.2012
o. V.: Großer Besuch im Kleinen Museum, Südkurier 13.11.2013 (anlässlich des Besuches von TLC Dolltours und Samy Odin, Leiter des Pariser Puppenmuseums)
Donna C. Caonis: The grand tour european travel for doll collectors, Antique doll collector, July 2014
Christian Lukas: Durch Zufall Museumsgründerin, Blickpunkt Witten, 12.09.2014
Sylvia Floetemeyer: Die große Welt im Kleinen, Südkurier, 22.03.2016
Claudia Paul: Raritäten aus zwei Jahrhunderten, Schwäbische Zeitung, 11.12.2016
Uwe Petersen: Die Welt im Miniaturformat, Südkurier, 14.12.2016 (anlässlich des 30-jährigen Jubiläums)
Lorna Komm: Wie eine große Familie, Südkurier, 09.05.2018 (anlässlich des Besuches von TLC Dolltours)
Jenna Santini: Einblicke in frühere Welten, Südkurier, 18.09.2018
Katja Weizenegger: Die große Welt im Kleinen, Südkurier, 24.12.2019
Buchtipps: Geschichten, die das Sammeln schrieb von Gerda-Marie Rößler, Altes Spielzeug, Internationales Magazin für Historisches Spielzeug 1/2021
Mardirus Tavit: Eine besondere Art der Völkerverständigung. Das Istanbul Spielzeugmuseum zu Besuch beim Kleinen Museum in Hagnau, Altes Spielzeug, Internationales Magazin für Historisches Spielzeug, April 1922 
Mardirus Tavit: Historisches Spielzeug verbindet, Südkurier 05.03.2023 (anlässlich des Besuches von Sunay Akin)
Martina Wolters: Liebe zum Detail begeistert Besucher, Südkurier 05.05.2023 (anlässlich des Besuches von Christine Spiller, der Leiterin des Deutschen Spielzeugmuseums Sonneberg)

## Veröffentlichungen

### Kalender
- Puppenstuben 1990, 1991, 1992, 1993, 1995, 1998, 1999, 2000; Kunstverlag Weingarten (z. T. auch mit Abbildungen anderer Spielzeugmuseen)
- Spielzeug 1993, Puppen 1994; Korsch Verlag (z. T. auch mit Abbildungen anderer Sammlungen)
- Handel im Wandel 1994; Verlag Ackermann (z. T. mit Abbildungen aus dem Spielzeugmuseum Überlingen)

### DVDs (Forbes Video Production)
- Das Kleine Museum, Hagnau, 2006 (Dt.)
- Home and Hearth. Dear to he Heart. Special Summer Exhibition at Das Kleine Museum, Hagnau, 2006
- Das Kleine Museum. Exhibition. So lebten die alten Puppen. Mode & Wohnkultur en Miniature, 2007
- World of Play. Exhibition Das Kleine Museum, Hagnau, 2008
- Stars off the Das Kleine Museum Collection, 2009

### Postkarten
- Klein und fein. Historische Puppenstuben für Mädchen und Jungen. Serie von 30 Postkarten aus der Sammlung Gerda-Rößler-Kaleske. Fotos: Ulrike Schneiders.